# Punta Valles
Punta Valles (spanisch; in Argentinien Punta Valle) ist eine Landspitze an der Südküste von King George Island im Archipel der Südlichen Shetlandinseln. Sie liegt am Nordostufer des Collins Harbour.
Chilenische Wissenschaftler benannten sie nach Antonio Valles Venegas, Armeepilot auf der Piloto Pardo während der 25. Chilenischen Antarktisexpedition (1970–1971). Der Hintergrund der argentinischen Benennung ist nicht überliefert.